# Justiça Militar do Brasil
Justiça Militar do Brasil é o ramo judiciário especial brasileiro com competência para processar e julgar os crimes militares definidos em lei. Compõe-se do Superior Tribunal Militar (STM), com sede em Brasília e jurisdição em todo o território nacional, e dos Tribunais e Juízes Militares. Tem como jurisdicionados os militares integrantes das Forças Armadas e das Forças Militares Estaduais (Polícias Militares e Corpos de Bombeiros Militares), não incluindo os civis que, por ventura, possam ser processados e julgados na forma da lei castrense.
No Brasil, a Constituição da República Federativa de 1988 disciplina sobre a organização da Justiça Militar da União, estados e do Distrito Federal. A Justiça Militar Estadual se faz presente em todos os estados e também no Distrito Federal, sendo constituída em primeira instância pelas Auditorias Militares, que são varas criminais com competência específica. Nelas um Juiz de Direito, também denominado Juiz-auditor, responsabiliza-se pelos atos de ofício, já a função de processar cabe a um órgão colegiado chamado de Conselhos de Justiça, formado por quatro juízes militares (oficiais das armas) e o próprio juiz auditor, a este último cabe o mister de relator do processo e ao juiz militar de maior patente a presidência do Conselho. Em Segunda Instância, nos estados de Minas Gerais, São Paulo e Rio Grande do Sul pelos Tribunais de Justiça Militar e nos demais estados e no Distrito Federal pelos Tribunais de Justiça estaduais. No âmbito da União, a Segunda Instância da Justiça Militar é constituída pelo Superior Tribunal Militar (STM).
A Justiça Militar no Brasil foi organizada pela primeira vez em 1808 com a vinda da família Real para o Brasil em razão do bloqueio continental que foi imposto por Napoleão Bonaparte. No ano de 1934, a Justiça Militar da União foi inserida pela primeira vez na Constituição Federal, e no ano de 1946 foi a vez da Justiça Militar dos estados. Com o advento da Constituição Federal de 1988, tem ocorrido uma maior divulgação da Justiça Militar, tanto federal quanto e estadual. A Emenda Constitucional n.° 45/2004, aumentou a competência da Justiça Militar estadual, abarcando, também, a jurisdição sobre atos administrativos disciplinares.
A Justiça Militar é a justiça especializada na aplicação da lei a uma categoria especial, a dos militares — Marinha, Exército, Aeronáutica, Polícias Militares e Corpos de Bombeiros Militares — julgando apenas e tão somente os crimes militares definidos em lei. Não é um "tribunal de exceção", já que atua, ininterruptamente, há quase duzentos anos, possui magistrados nomeados segundo normas legais permanentes e não é subordinado a nenhum outro Poder. É valido citar que, em 1936, o então Supremo Tribunal Militar reformou sentenças proferidas pelo Tribunal de Segurança Nacional, este sim um tribunal de exceção.

## Justiça estadual
A Justiça Militar Estadual no Brasil tem como responsabilidade o julgamento de militares das Polícias Militares e dos Corpos de Bombeiros Militares. Em primeira instância, ocorre nas Auditorias de Justiça Militar, com a instância recursal sob responsabilidade do Tribunal de Justiça local. Naqueles Estados em que o contingente de militares estaduais ultrapassa o total de vinte mil integrantes, pode haver um Tribunal de Justiça Militar (TJM) como órgão de segunda instância, conforme previsto pelo artigo 125, § 3.º, da Constituição Federal.
A criação do Tribunal Especializado nos estados brasileiros depende de proposição do Tribunal de Justiça da Unidade Federativa que houver atendido essa exigência constitucional, ao qual caberá as funções de segunda instância da Justiça Militar, quando da inexistência do TJM. A composição do colegiado geralmente segue o padrão estabelecido para o Superior Tribunal Militar, com um número menor ou igual de membros, ou seja, no caso dos TJM, uma parte são oficiais do último posto das Corporações Militares (coronéis), outra parte são de civis, advogados, membros do Ministério Público Estadual e juízes auditores, conforme legislação pertinente do Estado.

### Histórico
Oriundos do Conselho Supremo Militar e de Justiça, criado por D. João VI para o julgamento de militares das Forças Armadas após sua vinda para o Brasil, tais tribunais começam a surgir, ainda no âmbito administrativo, ou seja, subordinados aos presidentes (governadores) nas províncias brasileiras. Aqueles, tão logo puderam, criaram forças militares de segurança espelhadas na Guarda Real de Polícia, instituição também criada por aquele monarca para a manutenção da ordem pública na cidade do Rio de Janeiro.
Com a ocorrência de crimes militares advindos da atividades dos membros destas corporações, fez-se necessária a criação e regulamentação de instituições jurídicas encarregadas de processá-los e julgá-los, bem como os recursos que estes viessem impetrar em determinados casos. Até o estabelecimento do primeiro Código Penal Militar, para o julgamentos daqueles militares utilizou-se os "Artigos de Guerra", do Conde de Lippe e, posteriormente, o "Código da Armada" (da Marinha do Brasil).
O começo da separação das atividades jurídicas da administração dos governadores dá-se somente no início do século XX, quando da consolidação da República e a ampliação da autonomia dos estados. Nesse momento, é autorizado às unidades federativas que componham "Conselhos de Guerra", ao que o estado do Rio Grande do Sul, em 1918, cria o "Conselho de Apelação", com a finalidade de julgar os recursos dos militares condenados, sendo seguido, em 1937, pelos estados de São Paulo e Minas Gerais.
A primeira vez que a existência da Justiça Militar Estadual apareceu em uma Constituição Federal brasileira foi em 1946, após a Constituição de 1934 prever a existência das Justiças Militares, de forma genérica, como integrantes do Poder Judiciário, não mais subordinadas ao Poder Executivo. Entretanto, após o começo do regime militar, deu-se a tentativa, com a Constituição de 1967, da extinção daquelas, sendo que seu funcionamento só permaneceu autorizado, de acordo com o "Pacote de Abril" de 1977, para aquelas que haviam sido criadas até a promulgação daquela constituição.
Com a atual Constituição Federal, de 1988, e a redemocratização do país, o constituinte originário entendeu ser necessária a manutenção destas instituições, cuja previsão está em seu artigo 125, parágrafos 3.º a 5.º, com redação emendada em 2004 (EC 45/04), quando se ampliou sua responsabilidade para o julgamento de recursos nos casos de transgressões disciplinares dos militares estaduais.

### Atribuições
Atualmente, três Estados mantém Tribunais de Justiça Militar: São Paulo, Minas Gerais e Rio Grande do Sul, sendo os primeiros criados a partir do convênio, entre União e Estados, para reorganização das polícias militares e das justiças militares estaduais, no ano de 1936. Com a constituição de 1988 e a reafirmação da condição militar dos corpos de bombeiros dos Estados e do Distrito Federal, os membros dessas instituições também ficam jurisdicionados aos TJM.
As funções principais do TJM são definidas nas Constituições Estaduais, porém algumas são comuns e privativas a eles, como processar e julgar:
- Originariamente, o Secretário-Chefe da Casa Militar, o Comandante Geral da Polícia Militar e do Corpo de Bombeiros Militar, nos crimes militares;
- Os mandados de segurança e os "habeas corpus", nos processos pertinentes à Justiça Militar estadual;
- Em grau de recurso, os processos oriundos das Auditorias Militares e
- O controle, na forma de correição, sobre as atividades da polícia judiciária militar, da primeira instância da Justiça Militar estadual, bem como das unidades prisionais militares.

A competência para investigar crimes castrenses é das corporações a que pertencem os militares estaduais infratores, cabendo a autuação destes, nas condições não abarcadas pela legislação, às polícias civis, como no caso de crimes cometidos contra civis fora do serviço. O acautelamento destes, entretanto, se dará nos estabelecimentos militares até que sejam julgados. Entretanto, desde 1996, os TJM deixaram de processar e julgar os crimes dolosos contra a vida cometidos por militares estaduais contra civis, a reboque da lei federal 9.299, não deixando a sua investigação de ser promovida pelas instituições castrenses, porém com o julgamento dos infratores sendo feito pelo tribunal do júri. No caso de crimes culposos contra a vida, o julgamento permanece sob a justiça militar.
Desde a Emenda Constitucional n.º 45, de 30 de dezembro de 2004, é de competência da Justiça Militar estadual o julgamento das ações judiciais contra atos disciplinares militares, ampliando a atuação desta. Tal emenda também modificou a redação que limitava o contingente de militares estaduais para a criação do TJM, permitindo que nesses também fossem computados os dos Corpos de Bombeiros Militares, o que hoje autoriza que os Tribunais de Justiça dos estados da Bahia, Goiás, Paraná, Pernambuco e Rio de Janeiro, bem como o Tribunal de Justiça do Distrito Federal e dos Territórios no Distrito Federal, os criem.